# 대한민국의 이민정책
대한민국의 이민 정책은 법무부 출입국·외국인정책본부를 중심으로 외교통상부, 노동부, 보건복지부 등에서 분산 관리하고 있다. 이민 정책의 근간이 되는 법령은 국적법, 출입국 관리법, 재한 외국인 처우 기본법 등이다. 이민자 급증으로 인한 체계적이고 합리적인 이민 정책 수립의 필요성이 높아짐에 따라 관련 업무를 전담할 이민청 신설에 대한 논의가 2003년경부터 시작되었으나, 별다른 진전은 없는게 실정이다. 현재 국무총리를 위원장으로 하는 외국인 정책 위원회가 다수 부처가 분산 수행하는 외국인 관련 정책을 총괄·조정하고 있으나, 재원 배분권이 없는 등 위원회의 기능과 권한이 제한적이고 간사 부처인 법무부 출입국·외국인 정책 본부의 인력 및 예산의 한계 등으로 인해 효율적인 업무 수행에 근본적인 어려움을 겪고 있다. 이민청이 설립되면 현재의 분산·중복 정책 집행으로 인한 예산 낭비를 줄이는 데 도움이 될 전망이다. 출입국, 체류 관리, 국적, 체류 외국인의 사회 통합 및 적응 문제 등 외국인 정책을 보다 원활하고 체계적으로 수행하기 위해서는 이민청 또는 외국인청의 설립을 적극 검토할 필요가 있다.
UN에서는 자신의 출신국을 떠나 타지에서 1년 이상 머물경우, 이같은 행위를 이민의 기준으로 삼기 때문에 한국에서도 이민 정책을 세울 경우 외국인 노동자와 불법체류자, 그 자녀들 등을 이민자로 포함하는 종합적인 분석 및 정책 수립이 필요한 실정이다.

## 역사

### 송출 국가로서의 대한민국
대한민국은 과거 미국, 독일, 중동 등으로 농부, 광부, 간호사, 건설 인력 같은 노동 이민자와 그에 관련된 가족 이민자를 내보내던 송출 국가였다. 현재 전 세계에 흩어져 있는 한인 이민자(디아스포라)는 2009년을 기준으로 약682만명에 달한다. 이중 재중동포가 234만명으로 가장 많고, 재미동포와 재일동포가 각각 210만명과 91만명으로 그 뒤를 잇고 있다.2007년 700만명을 돌파하며 사상 최고치를 기록했던 재외동포 숫자는 2009년 사상 처음으로 약 22만명의 감소를 기록해 대한민국이 실질적인 송출국가의 시대가 마감했음을 보여줬다.

### 수민 국가로서의 대한민국
1988년 서울 올림픽을 전후해 대한민국은 해외 여행 자율화를 실시, 일반인의 외국과의 교류가 확대됐다. UN은 지난 2007년 대한민국을 수민 국가로 선포하였다. 1997년 39만명 내외였던 한국 체류 외국인 숫자는 2007년 100만명을 돌파했다. 이는 한국 전체 인구의 2%에 해당한다. 이 중 외국인 근로자가 63만명이고, 결혼 이민자도 10만명을 넘어섰다. 불법체류 노동자도 23만명에 달한다. 주요 송출 국가는 중국(중국내 조선족 포함), 베트남, 몽골, 필리핀, 방글라데시 등 아시아 지역 나라들이 다수를 차지하고 있지만 나이지리아, 가나, 우즈베키스탄, 러시아, 미국 등에서도 꾸준히 한국으로 이주자를 보내고 있다.

## 이민 현황

### 이민이 늘어난 배경[4]

#### 한국사회의 급속한 경제성장
한국사회는 1970년대 이후 한강의 기적이라 불리는 정부주도형 초고속 경제성장을 이룩했다. 80년대 말까지 대한민국은 출산율이 높은 개발도상국으로서 저렴한 숙련된 노동 인력을 자체 조달할 수 있어, 서구국가와 달리 외국인 노동자의 도움 없이 경제발전을 가져올 수 있었다. 하지만 1990년대 이후 출산율이 급감하고, 인건비 역시 비싸지면서 중소기업을 중심으로 외국인 노동자에 대한 수요가 점점 늘어나게 됐다.

#### 농촌지역의 결혼 적령기 여성 부족
산업화로 인해 국토의 도시화, 농촌인구의 도시이주 역시 급속도로 진행됐다. 많은 젊은이들이 일자리를 찾아 농촌을 떠났고, 대부분 도시에 정착했다. 유교사회와 농경사회의 전통에 따라 농촌에 남은 자녀 중 상당수는 아들인 경우가 많았다. 이같은 현상이 보편화 되면서 농촌지역은 만성적인 결혼 적령기 여성 부족현상을 겪게 됐다. 힘든 농사일과 비도시 생활에 대한 부담때문에 많은 한국 여성은 농촌 총각과의 결혼을 꺼렸다. 결혼이민자들은 이같은 한국사회의 특수성에서 시장의 원리에 따라 결혼소개소 등의 알선으로 한국에 건너오게 됐다.

## 현행 주요 이민 정책

### 국적법
이 법은 출생에 의한 국적 취득, 인지(認知) 및 귀화로 인한 외국인의 국적 취득, 귀화의 요건과 허가, 배우자와 자녀의 국적 취득, 국적의 상실, 국적의 회복·재취득 등의 절차, 국적상실자의 처리 및 권리 변동 등에 관하여 규정한 법률이다.

#### 출생에 의한 국적 취득
대한민국의 국적법은 출생에 의한 국적취득에 관하여 원칙적으로 속인주의, 예외적인 속지주의를 취하고 있다. 과거에는 부계혈통주의를 취했었으나 헌법재판소의 위헌결정으로 현재는 부모양계혈통주의이다. 출생한 당시에 부 또는 모가 대한민국의 국민인 자, 출생하기 전에 부가 사망한 경우 사망한 당시에 부가 대한민국의 국민이었던 자는 출생과 동시에 대한민국의 국적을 취득하며, 대한민국에서 발견된 아기는 대한민국에서 출생한 것으로 추정한다.

#### 인지에 의한 국적 취득
대한민국의 국민이 아닌 자(외국인)로서 대한민국의 국민인 부 또는 모에 의하여 인지된 자가 대한민국의 민법에 의하여 미성년이고 출생한 당시에 그 부 또는 모가 대한민국의 국민이었을 경우 법무부장관에게 신고함으로써 대한민국의 국적을 취득할 수 있다.

#### 귀화
귀화에는 일반귀화와 간이귀화, 특별귀화가 있다. 일반 귀화의 요건은 다음과 같다. 외국인이 귀화 허가를 받기 위해서는 5년 이상 계속하여 대한민국에 주소가 있어야 하며, 대한민국의 민법에 의하여 성년이고 품행이 단정하며, 자신의 자산이나 기능에 의하거나 생계를 같이 하는 가족에 의존하여 생계를 유지할 능력이 있고, 국어능력 및 대한민국의 풍습에 대한 이해 등 대한민국 국민으로서의 기본 소양을 갖추고 있어야 한다. 대한민국의 국적을 취득한 외국인으로서 외국 국적을 가지고 있는 자는 대한민국의 국적을 취득한 날부터 1년 이내에 그 외국 국적을 포기하여야 한다.
다음의 요건을 갖춘 외국인은 3년 이상 계속해서 대한민국에 주소가 있으면 일반귀화의 요건을 갖추지 않아도 귀화허가를 받을 수 있다. 1. 부 또는 모가 대한민국의 국민이었던 자 2. 대한민국에서 출생한 자로서 부 또는 모가 대한민국에서 출생한 자 3. 대한민국 국민의 양자(養子)로서 입양 당시 대한민국의 「민법」상 성년이었던 자
한편 배우자가 대한민국의 국민인 외국인도 다음의 요건을 갖추면 일반귀화의 요건을 갖추지 않아도 귀화허가를 받을 수 있다. 1. 그 배우자와 혼인한 상태로 대한민국에 2년 이상 계속하여 주소가 있는 자. 2. 그 배우자와 혼인한 후 3년이 지나고 혼인한 상태로 대한민국에 1년 이상 계속하여 주소가 있는 자 3. 제1호나 제2호의 기간을 채우지 못하였으나, 그 배우자와 혼인한 상태로 대한민국에 주소를 두고 있던 중 그 배우자의 사망이나 실종 또는 그 밖에 자신에게 책임이 없는 사유로 정상적인 혼인 생활을 할 수 없었던 자로서 제1호나 제2호의 잔여기간을 채웠고 법무부장관이 상당(相當)하다고 인정하는 자 4. 제1호나 제2호의 요건을 충족하지 못하였으나, 그 배우자와의 혼인에 따라 출생한 미성년의 자(子)를 양육하고 있거나 양육하여야 할 자로서 제1호나 제2호의 기간을 채웠고 법무부장관이 상당하다고 인정하는 자
다음의 요건을 갖춘 외국인은 일반귀화의 요건 중 5년 이상 계속 주소가 있을 것, 성년일 것, 생계유지 능력의 요건들을 갖추지 않아도 귀화허가를 받을 수 있다. 1. 부 또는 모가 대한민국의 국민인 자. 다만, 양자로서 대한민국의 「민법」상 성년이 된 후에 입양된 자는 제외한다. 2. 대한민국에 특별한 공로가 있는 자 3. 과학·경제·문화·체육 등 특정 분야에서 매우 우수한 능력을 보유한 자로서 대한민국의 국익에 기여할 것으로 인정되는 자
대한민국의 국민이었던 외국인은 법무부장관의 심사를 거쳐 국적회복 허가를 받아 대한민국의 국적을 재취득할 수 있다. 다만, 병역면탈을 위한 국적이탈이 아니었을 것, 국가에 위해를 끼친 사실이 없을 것 등의 요건을 충족시켜야 한다.

#### 복수국적 제도
2010년의 법개정으로 대한민국에서 외국국적을 행사하지 않겠다는 서약을 통해 복수국적을 유지할 수 있는, 즉 외국국적 포기의무가 면제되는 복수국적 제도를 도입하였다. (다만 법령의 적용에 있어서 대한민국 국민으로만 대우) 한편 출생 및 기타 규정에 의하여 만 20세가 되기 전에 대한민국의 국적과 외국 국적을 함께 가지게 된 이중국적자는 만 22세가 되기 전까지, 또 만 20세가 된 후에 이중국적자가 된 자는 그때부터 2년 이내에 하나의 국적을 선택하거나 서약을 하여야 한다.
하지만 병역의 의무와 이른바 원정출산 문제에 대한 대책으로 다음과 같은 예외와 제한을 두고 있다. 남성의 경우 만 18세가 되어 병역법에 따라 제1 국민역에 편입된 자는 그 날부터 3개월 내에 하나의 국적을 선택해야 하고 3개월이 지난 후에는 병역을 마치거나 면제되거나 제 2국민역에 편입되어야 선택이 가능하다. 존속이 영주의 의사 없이 외국에 체류 중에 태어난 자는 병역 마치거나 면제되거나 제2국민역에 편입된 때부터 2년 이내에 국적선택이 가능하다. 존속이 외국의 국적을 취득시키기 위해 외국에서 출산했다고 인정되는 자(이른바 원정출산에 의해 태어난 자)는 복수국적 유지가 불가능하다.

#### 국적 이탈
대한민국의 국민으로서 자진하여 외국 국적을 취득한 자는 외국 국적의 취득과 동시에 대한민국의 국적을 상실하며, 법무부장관에게 국적상실 신고를 하여야 한다. 대한민국의 국적을 상실한 자는 국적을 상실한 때부터 대한민국 국민으로서의 권리를 향유할 수 없다.

### 출입국관리법
대한민국에 입국하거나 대한민국으로부터 출국하는 모든 국민 및 외국인의 출입국관리와 대한민국에 체류하는 외국인의 체류관리 및 난민의 인정절차 등에 관한 사항을 규정함을 목적으로 한다.
대한민국에 출국 또는 입국하고자 하는 자는 출입국항에서 출입국관리 공무원의 출입국심사를 받아야 한다. 법무부 장관은 일정한 자에 대하여는 출입국을 금지할 수 있다. 누구든지 외국인을 불법으로 출입국시킬 목적으로 선박 등이나 여권 또는 사증·탑승권 등을 제공하여서는 안 된다. 출입국관리 공무원은 일정기간 동안 외국인 승무원의 상륙허가를 할 수 있다. 외국인은 그 체류자격과 체류기간의 범위 내에서 대한민국에 체류할 수 있다.
외국인이 90일을 초과하여 대한민국에 체류하게 되는 경우에는 체류지를 관할하는 출입국관리사무소장 또는 출장소장에게 외국인등록을 하여야 한다. 사무소장·출장소장 또는 외국인보호소장은 일정한 외국인을 대한민국 밖으로 강제퇴거시킬 수 있다. 강제퇴거명령을 받은 자는 국적 또는 시민권을 가진 국가로 송환한다. 사무소장 또는 출장소장은 대한민국에 체류하는 외국인이 일정한 사유에 해당하는 경우에는 출국권고나 출국명령을 할 수 있다. 법무부 장관은 대한민국 안에 있는 외국인에 대하여 난민임을 인정할 수 있다.

### 재한외국인 처우 기본법
이 법은 재한외국인에 대한 처우 등에 관한 기본적인 사항을 정함으로써 재한외국인이 대한민국 사회에 적응하여 개인의 능력을 충분히 발휘할 수 있도록 하고, 대한민국 국민과 재한외국인이 서로를 이해하고 존중하는 사회 환경을 만들어 대한민국의 발전과 사회통합에 이바지함을 목적으로 한다.
법무부는 5년마다 기본계획을 수립하고, 중앙행정기관 및 지방자치단체는 기본계획을 바탕으로 연도별 시행계획을 수립하여 시행함. 기본계획 및 추진실적 등 외국인정책에 관한 중요사항을 심의·조정하기 위하여 국무총리를 위원장으로 하는 ‘외국인정책위원회’를 구성하도록함. 결혼이민자 및 그 자녀, 영주권자, 난민인정을 받은 자 등 정주하는 외국인들의 사회적응 교육을 지원하고, 이들에 대한 불합리한 차별방지와 인권옹호를 위해 정부는 교육·홍보 기타 필요한 노력을 하도록 규정하고 있으며, 또한, 국민과 재한외국인이 화합하는 환경을 조성하기 위하여 매년 5월 20일을 “세계인의 날”로 정하고 5월 20일이 포함된 한 주간을 “세계인 주간”으로 정하였음.

## 현행 이민 정책의 문제점과 통합적 이민정책 수립의 필요성
정부는 “외국인과 더불어 사는 열린사회”를 구축한다는 비전을 제시하고 있지만, 그 비전을 실현하는 목표·전략·정책은 모두 근본적으로 차별적이라는 평가를 받는 것도 사실이다. 정부가 통합적 이민정책의 명분으로 추진하는 내용은 ‘두 외국인 전략’(two-foreigners strategy)에 기초한 국가주의·민족주의적 배제와 통합이다. 자본과 기술을 갖춘 고급인력을 국익과 경제의 관점에서 적극적으로 수용하는 가운데, 재외동포와 결혼이민자를 민족과 국민으로 포섭하고, ‘단순노무인력’과 ‘불법체류자’를 적극적인 통제·관리의 대상으로 배제해나가는 기본정책이 수행되고 있다.
한국사회에서 다문화사회 또는 이민사회라는 중대한 문제를 담고 있는 이민정책을 다룸에 있어 이민정책의 문제는 매우 논쟁적이고 갈등적인 사안임에도 불구하고 정치적인 논의는 실종된 채 정부의 행정기술 관료들만이 일방적으로 정책을 결정하고 추진하고 있다. 이런 맥락에서 최근 한국사회에서 가시화되고 있는 인종적 편견과 갈등 조짐에 주목할 필요가 있다. 아직은 그 존재와 영향력이 미약하지만 조직화된 형태의 활동이 나타나기 시작했다. 낮은 수준이라도 이미 인종주의를 분할선으로 하는 새로운 적대의 전선이 희미하게나마 그어지고 있음을 포착해야 한다. 갈등과 문제점들을 생산적인 방향으로 드러내기 위해서라도 제도적 인종주의의 문제를 포착하여 실천적 논의의 지점으로 삼는 것이 필요하다.
8

### 일방적인 다문화 정책 실시
한국 정부에선 충분한 논의와 사회적 합의도 없이 다문화 정책을 실시하였다. 유럽 등지의 다문화 국가에선 이민자들은 현지에 동화되지 않으며 민족갈등, 임금경쟁, 치안불안등이 촉발되는 등의 부작용이 속출하여 관련 정책의 충분한 사회적 논의, 합의가 필요하다.

### 불법체류자 대책 부족
한국정부는 2003년 체류기간 4년 미만인 불법체류자에 대한 사면조치를 단행했다. 하지만 이후 불법체류자는 다시 증가해 법무부는 2008년 9월 현재 약 22만명이 불법체류하고 있는 것으로 파악하고 있다. 정부는 2012년까지 강력한 단속을 펼쳐 이 숫자를 절반으로 줄이겠다고 밝혔다. 하지만 미국의 예에서 알 수 있듯이 불법체류의 한계효용이 단속과 추방 비용을 능가하는 수요와 공급의 접점이 존재할 경우 불법체류 문제는 단속으로 해결하기 어려운 것이 현실이다. 이 경우 단기적으로는 유럽과 일본의 예처럼 귀국장려비용을 지급하고, 장기적으로는 이주노동자들이 불법체류를 하지 않아도 충분한 목돈을 마련할 수 있도록 고용계약 및 그 시행이 공정하게 운영될 수 있도록 제도적 뒷받침을 하는 것이 필요하다. 입국제도를 강화하고 불법체류자를 단속 추방할뿐만 아니라 국내로의 입국을 금지시켜야 한다.

### 원주민과의 갈등 고조
이주자와 원주민의 갈등을 이민사회에서 피할 수 없는 현실이다. 원주민과 언어와 문화적으로 이질적일 수 밖에 없는 이민자들은 적응과 갈등 과정을 거치며 원주민 사회에 동화돼 간다. 원주민들도 이민자의 문화를 일부 수용하면서 이민사회는 조금씩 새로운 모습을 띠게 된다. 5천년 가까운 세월을 단일민족 국가라는 정체성을 갖고 살아온 대한민국 원주민에게 타지인과 외래문화에 대한 거부감이 큰 것은 당연하다. 하지만 신규 이민자 집단에 대한 이해와 포용 없이 일방적인 입장만 강요할 경우 두 집단 사이의 충돌은 피하기 어렵다. 그렇기에 원주민들과 이민자들이 서로를 이해하려는 태도를 가지고 평화적 공존을 위해 노력하는 것이 필요하다.